# Mecistocephalus takakuwai
Mecistocephalus takakuwai är en mångfotingart som beskrevs av Karl Wilhelm Verhoeff 1934. Mecistocephalus takakuwai ingår i släktet Mecistocephalus och familjen storhuvudjordkrypare.
Artens utbredningsområde är Taiwan. Inga underarter finns listade i Catalogue of Life.